# Палац Потоцького (Золотий Потік)
Палац Потоцького (Золотий Потік) — будівля, пам'ятка архітектури місцевого значення (охоронний номер 1848) у смт Золотому Потоці Тернопільської области.

## Історія та відомості
Палац примикав до північно-західної стіни Золотопотіцького замку. Збудований з одним поверхом, другий добудовано пізніше.
У 1935 році у маєтку сталася пожежа, яка його знищила, але палац відбудовують у 1938 році.
Нині — руїна. З тих часів вцілів лише кістяк будівлі.
У палаці проживав Стефан Потоцький разом із дружиною Марією Могилянкою.